# Григорьев, Дмитрий Петрович (герой Крымской войны)
Дмитрий Петрович Григорьев (25 октября 1827, с. Пески, Смоленская губерния — 21 февраля 1896, Санкт-Петербург) — генерал-лейтенант, герой Крымской войны.

## Биография
Воспитывался в Михайловском артиллерийском училище. 12 августа 1846 года был произведён в прапорщики полевой пешей артиллерии и оставлен в офицерских классах. В 1848 году назначен на службу в 17-ю артиллерийскую бригаду.
В 1853 году в составе 18-й артиллерийской бригады принял участие в Восточной войне. В 1854 году, находясь в отряде князя Бебутова и командуя батареей № 7, штабс-капитан Григорьев участвовал в сражении при Курюк-Дара, где был ранен в руку, но остался в строю. За это сражение он был 28 декабря 1854 года награждён орденом св. Георгия 4-й степени (№ 9574 по списку Григоровича — Степанова)
В воздаяние за отличие, оказанное в сражении при сел. Кюрук-Дара, 24 Июля 1854 года, где удачными выстрелами остановил натиск Турок, взорвал их зарядный ящик, и смелым наступательным движением нанес неприятелю решительное поражение.
Затем Григорьев участвовал с той же батареей в штурме Карса 17 сентября и за отличия был произведён в капитаны. По окончании войны принял участие в покорении Малой Чечни (в 1857 году), в экспедиции в Чёрные Горы под начальством генерал-лейтенанта Евдокимова (в 1858 году) и в разгроме Шамиля при Ачхое.
В 1877 году, командуя 12-й артиллерийской бригадой в составе Рущукского отряда, Григорьев участвовал в делах против турок у Пиргоса, Иваново-Чифлика и Кадыкиоя, в сражениях у Трестеники и Мечки и в преследовании турецкой армии от реки Кара-Лом к Шумле. В эту войну Григорьев был награждён чином генерал-майора (2 марта 1878, старшинство с 12 октября 1877), золотой саблей с надписью «За храбрость» и орденом св. Станислава 1-й степени с мечами.
В 1878 году Григорьев был назначен помощником начальника артиллерии действующей армии. В 1880 году стал помощником начальника артиллерии Варшавского военного округа, а в 1883 году — помощником начальника Главного артиллерийского управления генерал-адъютанта Л. П. Софиано. Занимая видный пост в артиллерийском управлении, Григорьев принимал непосредственное участие в занятиях разнообразных комиссий по вопросам, касавшимся усовершенствования строевой части русской артиллерии. В день 75-летия Михайловского училища, Григорьев был избран в члены конференции Михайловской артиллерийской академии.
Произведённый в 1886 году в генерал-лейтенанты, Григорьев в 1892 году был назначен членом Александровского комитета о раненых.
Свободное от служебных занятий время Григорьев посвящал изучению богословия и философии. Ему, как автору, принадлежит несколько ценных сочинений, из которых стоит отметить: «Сущность христианского учения» (СПб., 1882; переведена на английский язык), «Вопросы христианской жизни (по поводу сочинения графа Л. Н. Толстого „В чём моя вера“)» (СПб., 1887), «Чрезвычайные действия св. Духа в церкви», «Смысл жизни в творении». После него осталась богатейшая библиотека богословских сочинений.
Генерал-лейтенант Григорьев похоронен на Никольском кладбище Александро-Невской лавры в Санкт-Петербурге.

## Награды
- Орден Св. Георгия 4-й ст. (28 декабря 1854), № 9574 по списку Григоровича — Степанова
- Орден Св. Анны 3-й ст. с мечами и бантом (1859)
- Орден Св. Станислава 2-й ст. с мечами (1859, императорская корона к ордену в 1861)
- Орден Св. Анны 2-й ст. (1863, императорская корона к ордену в 1867)
- Орден Св. Владимира 4-й ст. с бантом (1871) за беспорочную выслугу 25 лет в офицерских чинах
- Орден Св. Владимира 3-й ст. (1872)
- Орден Св. Станислава 1-й ст. с мечами (1878)
- Золотое оружие с надписью «За храбрость» (1 февраля 1879)
- Орден Св. Анны 1-й ст. (1880)
- Орден Св. Владимира 2-й ст. (1883)
- Орден Белого орла (1887)
- Орден Св. Александра Невского (1894)
- Знак отличия беспорочной службы за XL лет (22 августа 1887)
- Болгарский орден «Святой Александр» 1-й ст. (1884)